# Oputnica
Oputnica (cyr. Опутница) – wieś w Bośni i Hercegowinie, w Republice Serbskiej, w gminie Rudo. W 2013 roku liczyła 1 mieszkańca.